# Adeona articulata
Adeona articulata är en mossdjursart som beskrevs av Canu och Bassler 1929. Adeona articulata ingår i släktet Adeona och familjen Adeonidae. Inga underarter finns listade i Catalogue of Life.